# UK Radio Aid
UK Radio Aid è stato un evento di beneficenza svoltosi nel Regno Unito lunedì 17 gennaio 2005 per raccogliere fondi in favore del Disasters Emergency Committee (DEC), a sostegno delle vittime del terremoto e maremoto dell'Oceano Indiano del 2004.
L'evento consisteva in un programma radiofonico di 12 ore trasmesso contemporaneamente da 280 stazioni radio con un pubblico di oltre 20 milioni di ascoltatori. La trasmissione includeva tutte le stazioni commerciali del Regno Unito, comprese le stazioni nazionali Classic FM e Virgin Radio, nonché diverse stazioni radiofoniche studentesche e ospedaliere, oltre a stazioni estere come BFBS. Durante la trasmissione sono stati raccolti oltre 4 milioni di sterline.
La trasmissione è stata condotta da vari disc jockey e conduttori, con esibizioni di artisti e interviste.

## Palinsesto
La lista indica l'orario, i conduttori del programma e, tra parentesi, alcuni degli ospiti.
- 06:00-08:00: Davina McCall, Dermot O'Leary
- 08:00-10:00: Chris Evans, Kate Thornton (Tony Blair)
- 10:00-12:00: Simon Bates (Frank Skinner, Jade Goody)
- 12:00-14:00: Zoë Ball, Shane Richie (Jason Donovan)
- 14:00-16:00: Mark Goodier, Tony Blackburn (Sharon Osbourne)
- 16:00-18:00: Johnny Vaughan, Liza Tarbuck (Andrea, duca di York)